# 米乌辛斯克
米乌辛斯克（羅馬化：Miusynsk）法理上是乌克兰東部盧甘斯克州罗韦尼基区赫鲁斯塔利内市镇内的城市，事实上隶属于俄罗斯卢甘斯克人民共和国红卢奇市议会。該市始建於1887年，面積18.07平方公里，2022年人口数量为4,596人。

## 城市名称
1923年，该镇以附近的一座火力发电厂命名为什捷尔格雷斯。1965年，该镇与另一个定居点合并升格为城市，并被命名为“米乌辛斯克”。